# Кил

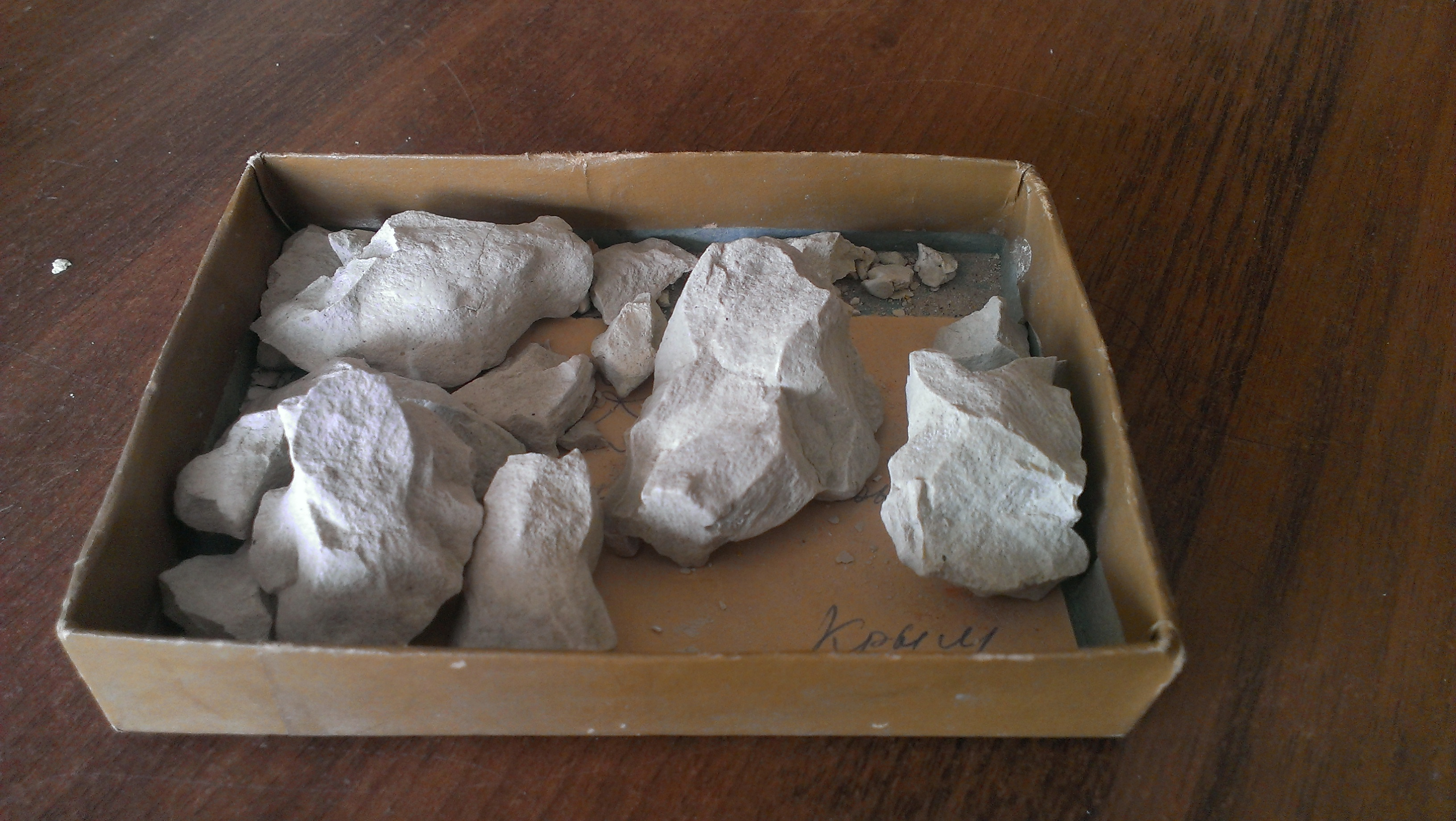
Кил з родовища в Криму

Кил, також кіл; від тур. kil — «глина») — гірська порода, різновид вибільних глин. Складається переважно з монтморилоніту. Колір зеленувато- та світло-жовтий. Родовища килу є в Криму.
Завдяки природному вмісту лугів має мийні властивості, уживається як мило для миття й прання в морській воді.